# Jaan Kross
Jaan Kross (Tallinn, 19 febbraio 1920 – Tallinn, 27 dicembre 2007) è stato uno scrittore estone, considerato il più conosciuto e acclamato scrittore della sua nazione.

## Biografia
Nato a Tallinn, Kross frequentò l'Università di Tartu (1938-1945) e si laureò in legge. Insegnò nella stessa università fino al 1946 (e poi come professore di Arti Liberali nel 1998).
Kross fu dapprima arrestato dai tedeschi per sei mesi nel 1944 e poi una seconda volta dalle autorità sovietiche di occupazione nel 1946, dovendo subire la deportazione in un gulag in Russia. Dopo il suo ritorno dalla Siberia nel 1954, si affermò come un apprezzato scrittore professionista.

## Carriera e riconoscimenti
Kross è di gran lunga lo scrittore estone più tradotto e nazionalmente conosciuto. Fu candidato parecchie volte per il premio Nobel in letteratura e fu nominato "scrittore nazionale"  della RSS Estone nel 1985; ha ricevuto il premio di stato delle repubbliche sovietiche nel 1977. Nel 1997 vinse il Premio Herder. Inoltre gli sono stati assegnati parecchi dottorati Honoris causa e decorazioni internazionali, comprese quelle dei maggiori ordini estoni e tedeschi.

## Stile
I romanzi e le novelle di Kross sono quasi sempre romanzi storici. La maggior parte delle sue opere è ambientata in Estonia e tratta solitamente il rapporto fra estoni, tedeschi e russi baltici. Molto spesso la descrizione che Kross fornisce della lotta storica degli estoni contro i tedeschi baltici è in realtà una metafora della lotta contemporanea contro l'occupazione sovietica.
Il pazzo dello zar è il romanzo più noto di Kross ed è stato tradotto in oltre 20 lingue. Molto tradotto anche il romanzo La partenza del professor Martens che tratta temi accademici e di lealtà nazionale, ed è un'importante novella del genere "professionale". L'opera Scavi, non ancora tradotta in italiano, si occupa del periodo del disgelo dopo la morte di Stalin così come della conquista danese dell'Estonia nel Medioevo.

## Opere

### Romanzi
- "Kolme katku vahel" I–IV (1970–1980)
- "Keisri hull" (1978) (Traduzione italiana di Arnaldo Alberi, Il pazzo dello zar, Garzanti, Milano 1994)
- "Rakvere romaan" (1982)
- "Professor Martensi ärasõit" (1984)
- "Vastutuulelaev" (1987), romanzo sulla vita di Bernhard Schmidt
- "Wikmani poisid" (1988)
- "Silmade avamise päev" (1988); (Traduzione italiana di tre racconti della raccolta a cura di Giorgio Pieretto, La congiura, Iperborea, Milano 2015 [7])
- "Väljakaevamised" (1990)
- "Tabamatus" (1993)
- "Mesmeri ring" (1995)
- "Paigallend" (1998)
- "Tahtamaa" (2001)

### Novelle
- "Neli monoloogi Püha Jüri asjus" (1970)
- "Michelsoni immatrikuleerimine" (1971)
- "Pöördtoolitund" (1972)
- "Rist"
- "Stahli grammatika"
- "Vandenõu"
- "Väike Vipper"
- "Järelehüüd Kuusiku peremehele"
- "Minu onupoja jutustus"
- "Tuhatoos"
- "Pulmareis"
- "Eesti iseloom"
- "Põgenemine"
- "Vürst"
- "Morse"
- "Onu"
- "1941"

### Poesie
- "Söerikastaja" (1958)
- "Kivist viiulid" (1964)
- "Lauljad laevavööridel" (1966)
- "Vihm teeb toredaid asju" (1969)
- "Voog ja kolmpii" (1971)
- "Põhjatud silmapilgud" (1990)
- "Maailma avastamine" (2005) (ristampa)